# Кнессет 11-го созыва
Кнессет 11-го созыва (ивр. הכנסת האחת עשרה‎) — состав кнессета (парламента Израиля), срок действия которого продолжался с 13 августа 1984 по 21 ноября 1988 года. На выборах 23 июля 1984 года в кнессет были выбраны 15 фракций, получивших в его составе от 44 («Маарах») до 1 (три фракции) мандата. Спикером кнессета был избран депутат от «Маараха» Шломо Хилель, в 1988 году кнессет переизбрал президентом Израиля на второй срок Хаима Герцога. В условиях приблизительного равенства по количеству депутатов от правого и левого лагеря было сформировано правительство национального единства, в первые два года возглавлявшееся Шимоном Пересом («Маарах»), а в следующие два — Ицхаком Шамиром («Ликуд»). В период деятельности кнессета 11-го созыва была реализована программа преодоления экономического кризиса, выведены с большей территории Ливана израильские войска, введённые туда в ходе войны 1982 года, внесены в законодательство поправки, запрещающие участие в выборах в кнессет движениям, отрицающим еврейский характер Государства Израиль.

## Результаты выборов
Выборы в кнессет 11-го созыва проходили более чем на год раньше, чем должен был закончиться срок полномочий предыдущего состава израильского парламента (планируемой датой выборов было 5 ноября 1985 года). Досрочные выборы были вызваны сочетанием ряда причин. В связи с затянувшейся войной в Ливане добровольно ушёл в отставку премьер-министр Менахем Бегин. Экономика страны переживала тяжёлый кризис: рынок ценных бумаг рухнул, несколько банков объявили о банкротстве, национальная валюта стремительно теряла в цене. На муниципальных выборах 1983 года блок «Маарах», потерявший власть в 1977 году, добился успеха, и его лидер Шимон Перес полагал, что сможет повторить это достижение и на выборах в кнессет. В этих условиях «Маарах» развернул активную деятельность с целью добиться досрочных выборов. На голосовании в марте 1984 года эта инициатива собрала большинство голосов депутатов кнессета: вотум недоверия правительству Ицхака Шамира получил 61 голос «за» при 59 «против» благодаря поддержке небольшой сефардской партии «ТАМИ» (ивр. תנועת מסורת ישראל‎ — «Движение за традиции Израиля») во главе с Аароном Абухацирой и двух независимых депутатов.
Досрочные выборы прошли 23 июля 1984 года. Был признан соответствующим требованиям 2 073 321 голос (из 2 654 613 граждан, обладавших правом голоса). При электоральном барьере в 1 % депутатское место в итоге обеспечивали 16 786 поданных голосов. В кнессет прошли 15 фракций. Максимальное количество мест получил блок «Маарах» (44), предыдущая правящая партия «Ликуд» получила 41 мандат; все остальные избранные фракции набрали не более пяти мандатов, в том числе по одному мандату получили три фракции — «ТАМИ», «Ках» и «Омец». Количество мандатов у фракций правого и левого лагеря оказалось равным, не давая возможности одной из сторон сформировать правительство без участия другой.
| Фракция                     | Получено голосов | Процент от общего числа | Мест в кнессете |
| --------------------------- | ---------------- | ----------------------- | --------------- |
| Маарах                      | 724 074          | 34,9                    | 44              |
| Ликуд                       | 661 302          | 31,9                    | 41              |
| Тхия                        | 83 037           | 4,0                     | 5               |
| МАФДАЛ                      | 73 530           | 3,5                     | 4               |
| ХАДАШ                       | 69 815           | 3,4                     | 4               |
| ШАС                         | 63 605           | 3,1                     | 4               |
| Шинуй                       | 54 747           | 2,7                     | 3               |
| Рац                         | 49 698           | 2,4                     | 3               |
| Яхад                        | 46 302           | 2,2                     | 3               |
| Прогрессивный список за мир | 38 012           | 1,8                     | 2               |
| Агудат Исраэль              | 36 079           | 1,7                     | 2               |
| Мораша                      | 33 287           | 1,6                     | 2               |
| ТАМИ                        | 31 103           | 1,5                     | 1               |
| Ках                         | 25 907           | 1,2                     | 1               |
| Омец                        | 23 845           | 1,2                     | 1               |

## Состав фракций
Если на выборах в кнессет в 1984 году прошли в общей сложности 15 фракций, то к концу срока полномочий кнессета 11-го созыва их стало 17. Существенные изменения в составе фракций были связаны с формированием правительства национального единства: ряд левых депутатов покинул фракцию «Маарах», отказавшись поддерживать такое правительство и образовав новую фракцию МАПАМ, а после его формирования к блоку «Маарах» присоединилась в полном составе центристская фракция «Яхад». Ближе к концу срока полномочий 11-го созыва кнессета, после начала интифады, фракцию «Маарах» покинул арабский депутат Абдель Вахаб Дарауше, сформировавший одномандатную фракцию Арабской демократической партии. Одномандатная фракция «Омец», первоначально солидаризовавшаяся с «Маарахом», напротив, присоединилась к «Ликуду». Также ближе к концу полномочий этого созыва произошёл раскол во фракции «Тхия», которую покинул Рафаэль Эйтан, воссоздавший самостоятельную фракцию «Цомет».
| Маарах | Ликуд | Тхия                                                                                | МАФДАЛ | ХАДАШ                                                                           | ШАС                                                                  |                      |
| --- | --- | ----------------------------------------------------------------------------------- | --- | ------------------------------------------------------------------------------- | -------------------------------------------------------------------- | -------------------- |
| 1. Яаков Жак Амир 2. Адиэль Аморай 3. Нава Арад 4. Шошана Арбели-Альмозлино 5. ←Ицхак Арци 6. Узи Барам 7. Хаим Бар-Лев 8. Дов Бен-Меир 9. Шевах Вайс 10. ←Мухаммад Ватат 11. ←Элазар Гранот 12. ←Хайка Гроссман 13. Мордехай Гур 14. ←Абдель Вахаб Дарауше 15. ←Симха Диниц 16. Авраам Кац-Оз 17. Исраэль Кейсар 18. Давид Либаи 19. Амнон Лин 20. Ицхак Навон 21. Ора Намир 22. Аарон Нахмиас 23. Арье Нехемкин 24. Шимон Перес 25. Ицхак Перец 26. Ицхак Рабин 27. Нахман Раз 28. Хаим Рамон 29. ←Йоси Сарид 30. ←Амира Сартани 31. Эдна Солодарь 32. Элияху Спейзер 33. Менахем Ха-Коэн 34. ←Аарон Харель 35. Михаэль Хариш 36. Шломо Хилель 37. ←Яир Цабан 38. Яаков Цур 39. Эфраим Шалом 40. Моше Шахаль 41. ←Виктор Шем-Тов 42. Абба Эвен 43. Рафаэль Эдри 44. Гад Яакоби 45. →Шломо Амар 46. →Биньямин Бен-Элиэзер 47. →Эзер Вейцман 48. →Яаков Гиль 49. →Авраам Шохат | 1. Моше Аренс 2. Йорам Аридор 3. Элияху Бен-Элисар 4. Ариэль Вейнштейн 5. Гидеон Гадот 6. Мирьям Глазер-Тааса 7. Пинхас Гольдштейн 8. Песах Группер 9. Михаэль Декель 10. Сара Дорон 11. ←Ицхак Зигер 12. Хаим Кауфман 13. Моше Кацав 14. Хаим Корфу 15. Игаль Коэн 16. Меир Коэн-Авидов 17. Игаль Коэн-Оргад 18. Эли Кулас 19. Узи Ландау 20. Давид Леви 21. Уриэль Лин 22. Давид Маген 23. Иехошуа Маца 24. Дан Меридор 25. Рони Мило 26. Ицхак Модаи 27. Амаль Насер эль-Дин 28. Моше Нисим 29. Эхуд Ольмерт 30. Гидеон Пат 31. ←Михаэль Райсер 32. Дан Тихон 33. Бени Шалита 34. Ицхак Шамир 35. Ариэль Шарон 36. Дов Шилянский 37. Меир Шитрит 38. Элиэзер Шостак 39. Авраам Шрир 40. Михаэль Эйтан 41. Овадья Эли 42. →Аарон Абухацира 43. →Игаль Горовиц 44. →Давид Мор 45. →Яаков Шамай | 1. Элиэзер Вальдман 2. Геула Коэн 3. Юваль Неэман 4. Гершон Шафат 5. ←Рафаэль Эйтан | 1. Йосеф Бург 2. Давид Данино 3. Звулун Хаммер 4. Авнер-Хай Шаки 5. →Хаим Друкман                                        | 1. Чарли Битон 2. Меир Вильнер 3. Тауфик Зияд 4. Тауфик Туби 5. →Мухаммад Ватат | 1. ←Шимон Бен-Шломо 2. Яаков Йосеф 3. Ицхак Перец 4. Рафаэль Пинхаси |                      |
| Шинуй | Рац | Яхад                                                                                | Прогрессивный список за мир                                                                                              | Агудат Исраэль                                                                  | Мораша                                                               |                      |
| 1. Зейдан Аташи 2. ←Мордехай Виршувский 3. Амнон Рубинштейн 4. →Ицхак Арци | 1. Шуламит Алони 2. ←Мордехай Бар-Он 3. Ран Коэн 4. →Мордехай Виршувский 5. →Йоси Сарид 6. →Деди Цукер | 1. ←Шломо Амар 2. ←Биньямин Бен-Элиэзер 3. ←Эзер Вейцман                            | 1. Мухаммед Мияри 2. Матитьяху Пелед                                                                                     | 1. Менахем Поруш 2. Авраам Йосеф Шапира                                         | 1. Авраам Вердигер 2. ←Хаим Друкман                                  |                      |
| ТАМИ | Ках | Омец                                                                                | МАПАМ | Цомет                                                                           | Арабская демократическая партия                                      | Независимые депутаты |
| 1. ←Аарон Абухацира | 1. Меир Кахане | 1. ←Игаль Горовиц                                                                   | 1. ↔Мухаммад Ватат 2. →Элазар Гранот 3. →Хайка Гроссман 4. →Амира Сартани 5. →Яир Цабан 6. ↔Виктор Шем-Тов 7. →Гади Яцив | 1. →Рафаэль Эйтан                                                               | 1. →Абдель Вахаб Дарауше                                             | 1. →Шимон Бен-Шломо  |

1. 1 2  Перешёл из «Маараха» в «Шинуй»
2. 1 2 3  Вышел из «Маараха» вместе с фракцией МАПАМ, позже присоединился к фракции ХАДАШ
3. 1 2 3 4 5 6  Вышел из «Маараха» вместе с фракцией МАПАМ
4. 1 2 3 4  Вышла из «Маараха» вместе с фракцией МАПАМ
5. 1 2  Вышел из фракции «Маарах», сформировав одномандатную фракцию
6. 1 2  15 марта 1988 года Яаков Гиль сменил в кнессете Симху Диница
7. 1 2  Перешёл из «Маараха» в «Рац»
8. 1 2  10 мая 1988 года Авраам Шохат сменил в кнессете Аарона Хареля
9. 1 2 3 4 5 6  Партия «Яхад» присоединилась к блоку «Маарах», сформировав партию «Авода»
10. 1 2  5 февраля 1985 года Яаков Шамай сменил в кнессете умершего Ицхака Зигера
11. 1 2  27 октября 1988 года Давид Мор сменил в кнессете умершего Михаэля Райсера
12. 1 2 3 4  Присоединился к «Ликуду»
13. 1 2  Перешёл из «Мораши» в МАФДАЛ
14. 1 2  Вышел из фракции ШАС, сформировав одномандатную фракцию
15. 1 2  Перешёл из «Шинуя» в «Рац»
16. 1 2  26 ноября 1986 года Деди Цукер сменил в кнессете Мордехая Бар-Она
17. 1 2  15 марта 1988 года Гади Яцив сменил в кнессете Виктора Шем-Това
18. ↑  Вышел из фракции «Тхия», сформировав одномандатную фракцию

## Ключевые даты
- 13 августа 1984 — первое заседание нового состава кнессета[10]
- 12 сентября 1984 — спикером кнессета избран Шломо Хилель («Маарах»)[10]
- 13 сентября 1984 — приведено к присяге правительство национального единства во главе с Шимоном Пересом («Маарах»)[10]
- 7 января 1985 — комиссия по вопросам государственного контроля постановила сформировать государственную следственную комиссию по проверке банковских акций[6]
- 27 февраля 1985 года — утверждён государственный бюджет на 1985 год, составляющий 1,125 млрд шекелей[11]
- 28 марта 1985 года — принят дополнительный закон о бюджете на 1985 год на сумму 20,222 млрд шекелей[11]
- 31 июля 1985 года — утверждена поправка к Основному закону о кнессете. Согласно поправке, участие в выборах запрещается движениям, отрицающим демократическую и еврейскую сущность Государства Израиль или призывающим к расизму[11]
- 2 сентября 1985 года — принят закон о новом израильском шекеле[11]
- 6 января 1986 года — перед кнессетом выступает председатель Европейского парламента Пьер Пфлимлен[12]
- 2 июня 1986 года — комиссия по вопросам государственного контроля сообщает кнессету об увольнении директоров 4 крупнейших частных банков и главы Банка Израиля[6]
- 5 августа 1986 года — кнессет вводит запрет на несанкционированные встречи с представителями ООП[12]
- 20 октября 1986 года — приведено к присяге правительство национального единства во главе с Ицхаком Шамиром («Ликуд»)[12]
- 3 марта 1987 года — кнессет принимает дополнительный закон о бюджете на 1987 год на сумму 3,2 млрд шекелей[13]
- 31 марта 1987	года — утверждён бюджет на 1987 год в размере 40,1 млрд шекелей[13]
- 15 февраля 1988 года — принят Основной закон о государственном контролёре[14]
- 23 февраля 1988 года — Хаим Герцог («Маарах») переизбран на второй срок на пост президента Израиля[14]
- 15 марта 1988 года — утверждён бюджет на 1988 год, составляющий 1,5 млрд шекелей[14]
- 23 марта 1988 года — принят дополнительный закон о бюджете на 1988 год на сумму 52,1 млрд шекелей[14]
- 1 ноября 1988 года — выборы в кнессет 12-го созыва

## Законодательство
За время работы 11-го созыва кнессета им был принят один Основной закон — о государственном контролёре. Кроме того, в 1985 году была утверждена 9-я поправка к Основному закону о кнессете, запрещающая представительство в высшем законодательном органе государства партий и движений, которые отрицают еврейский и демократический характер Государства Израиль или призывают к расизму.
Важное место в повестке дня 11-го созыва кнессета играло преодоление последствий экономического кризиса. Министр финансов правительства национального единства Ицхак Модаи был наделён широкими полномочиями, чтобы остановить инфляцию и стабилизировать экономику. Был принят закон о хозяйственном урегулировании, де-факто позволяющий министру финансов единолично менять некоторые положения законодательства. По итогам отчёта назначенной кнессетом специальной комиссии по проверке действий банков на рынке ценных бумаг во главе с судьёй Моше Бейским директора́ четырёх крупнейших частных банков (как и директор Банка Израиля) были отправлены в отставку. В сентябре 1985 года был принят закон о принятии в качестве валюты нового израильского шекеля. Регулированию социально-экономической сферы были посвящены законы о равном пенсионном возрасте для обоих полов, о минимальной заработной плате (оба — 1987) и о равных возможностях на работе (1988). Последний закон запрещал дискриминацию в отношении работников или кандидатов на рабочее место по половому, расовому, национальному или религиозному признаку, политическим убеждениям, семейному положению или обязанности прохождения резервистской службы.
Кнессет на протяжении срока своих полномочий рассматривал важные вопросы, связанные с безопасностью и борьбой с террором. Так, в 1986 году законодателями была принята поправка к распоряжению о борьбе с террором, запрещающая несанкционированные встречи с представителями ООП; с другой стороны, кнессет сформировал специальную комиссию во главе с судьёй Моше Ландау для расследования действий Общей службы безопасности (ШАБАК) в деле о маршруте 300. Кнессет также утвердил решение правительства о выводе с большей территории Ливана израильские войска, введённые туда в ходе войны 1982 года; помимо этого, была утверждена сделка Джибриля об обмене 1100 арабских заключённых на трёх израильских военных, захваченных организацией НФОП-ГК.
В числе важных законов, принятых кнессетом 11-го созыва, был закон о запрете отрицания Катастрофы европейского еврейства (1986). Среди законопроектов, в итоге не перешедших в статус закона, был проект избирательной реформы, согласно которому выборы по действующей пропорциональной системе по партийным спискам предлагалось заменить на смешанную мажоритарно-пропорциональную систему. Законопроект, по которому было достигнуто принципиальное согласие между представителями «Ликуда» и «Маараха», был в итоге отвергнут партийным центром «Ликуда».